# Door de wind
"Door de wind" ("Através do vento") foi a canção belga no Festival Eurovisão da Canção 1989, interpretada em neerlandês por Ingeborg. Foi sexta canção a ser interpretada na noite do evento, a seguir à canção turca "Bana bana", interpretada pela banda Pan e antes da canção britânica ""Why Do I Always Get it Wrong?", interpretada pela banda Live Report. A canção belga ficou mal classificada (19.º lugar, entre 22 países Participantes), recebendo um total de 13 pontos.

## Autores
- Compositor:     Stef Bos
- Letra Stef Bos
- Orquestrador Freddy Sunder

## Letra
A canção é uma balada de amor, com Ingeborg explicando ao seu amante que se sentia perdida por causa dele, apesar do vento.